# 岩佐俊
岩佐 俊（いわさ しゅん、1888年（明治21年）10月16日 - 1969年（昭和44年）7月14日）は、日本の陸軍軍人。最終階級は陸軍少将。

## 経歴
福岡県出身。1910年（明治43年）5月、陸軍士官学校（22期）を卒業。同年12月、歩兵少尉に任官。
1937年（昭和12年）8月、歩兵大佐に昇進し、独立守備第5大隊長に就任。1938年（昭和13年）7月、歩兵第61連隊長に転じた。1940年（昭和15年）8月、陸軍少将に進級し第9師団司令部附となる。1941年（昭和16年）4月、第3独立守備隊長に発令され太平洋戦争を迎えた。
1942年（昭和17年）12月、第8方面軍附となる。1943年（昭和18年）6月、第65旅団長となりラバウルの守備を担当。さらに同年7月、第6歩兵団長となり、米軍とブーゲンビル島で戦闘を交える中で終戦を迎えた。
1947年（昭和22年）11月28日、公職追放仮指定を受けた。

## 栄典
位階
- 1911年（明治44年）3月10日 - 正八位[5]
- 1914年（大正3年）2月10日 - 従七位[6]
- 1919年（大正8年）3月20日 - 正七位[7]
- 1924年（大正13年）5月15日 - 従六位[8]

勲章
- 1942年（昭和17年）9月8日  - 勲二等瑞宝章[9]